# Raich Carter
Horatio Stratton "Raich" Carter , född 21 december 1913 i Hendon, Sunderland, England, död 9 oktober 1994 i Willerby Yorkshire, var en engelsk professionell fotbollsspelare och manager. Han spelade 444 ligamatcher och gjorde 205 mål för tre klubbar under sin karriär som spelare, han började 1931 i  Sunderland, därefter i Derby County och avslutade 1952 i Hull City. Efter spelarkarriären fortsatte han 18 år som manager med början 1948 i Hull City, därefter i Leeds United och Mansfield Town innan han avslutade i Middlesbrough 1966. 
Carter spelade i 13 landskamper och gjorde 7 mål för England samt spelade under säsongen 1946 cricket för Derbyshire County Cricket Club.  